# Prothoënor
Prothoënor was in de Ilias van Homerus een Griekse held uit Boeotië. Hij was de zoon van Areilycus. Prothoënor werd in de Trojaanse Oorlog gedood door Polydamas.